# Белазури
Ал Белазури, пълно име Абу-л-'Аббас Ахмед ибн Йахйа ибн Джабир ал-Белазури (на арабски: أبو الحسن أحمد بن يحيى بن جابر البلاذري‎) е арабски историк.

## Биография
Роден е около 820 година в Багдад, Ирак. По произход е иранец. Получава добро образование в Дамаск и Химс.

## Научна дейност
Автор е на трудовете „Завоеванието на страните“ и „Родословието на знатните“. Първият труд съдържа описания на арабските завоевания от времето на Мохамед до 8 век, както и за икономиката и културата на народите в арабския халифат.